# آبشار بالایفوسن

آبشار بالایفوسن (به نروژی: Balåifossen) آبشاری است در کشور نروژ که ۸۵۰ متر ارتفاع دارد.  این آبشار هفتمین آبشار بلند جهان است.